# High Energy Astronomy Observatory 1
High Energy Astronomy Observatory 1 (HEAO-1) war das erste einer Reihe von drei leistungsfähigen Röntgenteleskopen der NASA in den späten 1970er-Jahren.
HEAO-1 wurde am 12. August 1977 mit einer Atlas-Centaur-Rakete von Cape Canaveral gestartet und war bis zum 9. Januar 1979 in Betrieb, im März 1979 trat er wieder in die Erdatmosphäre ein.
HEAO-1 war für Durchmusterungen des gesamten Himmels optimiert. Dazu standen vier Experimente (A1 bis A4) zur Verfügung, mit denen insgesamt ein Energiebereich von 0,2 keV bis 10 MeV abgedeckt wurde. Die räumliche Auflösung der meisten Instrumente war mit 1–4° relativ schlecht.
Mit jedem der Instrumente von HEAO-1 wurden Kataloge von Röntgenquellen erstellt, bedeutend wurde ein flussbegrenzter Katalog von Röntgenquellen bei hoher galaktischer Breite (darunter hauptsächlich Galaxien). Der kosmische Röntgenhintergrund im harten Röntgenbereich 3–50 keV wurde vermessen. Außerdem wurden Helligkeitsveränderungen von Objekten wie Röntgendoppelsternen und aktiven galaktischen Kernen untersucht.